# Озерский, Аникита Дмитриевич
Аникита Дмитриевич Озерский (1816 — 1872) — действительный статский советник, директор Фарфорового завода; председатель разных казённых палат; писатель.

## Биография
Родился в 1816 г.; образование получил в Морском кадетском корпусе. В 1830 году был произведён в гардемарины, через 2 года в мичманы, а в 1836 г. в лейтенанты и как «первый в выпуске, был записан на мраморную доску». В 1839 г. Озерский оставил военную службу и поступил в министерство народного просвещения, откуда перешёл в министерство финансов, которое командировало его в 1841 г. за границу «для усовершенствования в технологии».
По возвращении на родину (в 1845 г.) Озерский был прикомандирован в качестве чиновника особых поручений к управляющему кабинетом Е. В. и вскоре назначен директором стеклянного и выборгского зеркального заводов, а в 1848 г. директором фарфорового завода; в 1850 году Озерский был пожалован в камер-юнкеры. В 1853 г. Озерский уволился от занимаемых должностей, а через 2 года получил назначение председателем Томской, затем Тобольской и в 1858 г. — Орловской казённой палаты. В ноябре 1861 года Озерский был произведён в действительные статские советники.
Озерский не был чужд литературы: так, в 1839 г. он написал «индийскую легенду Элоа», в 1850—60-х годах несколько статей по финансовым вопросам.